# Schadraum
Der Schadraum (auch schädlicher Raum oder Totraum) ist ein unerwünschtes Volumen innerhalb von Armaturen oder Maschinen, die ein Medium enthalten. 

## Fluidenergiemaschinen
Als Schadraum bei Fluidenergiemaschinen wird etwa das Volumen im Zylinder einer Kolbenmaschine (z. B. Verdichter) zwischen Zylinderkopf oder -deckel und dem Kolben im Totpunkt bezeichnet. 
Die Gase im Schadraum  verringern bei einer Arbeitsmaschine die mögliche Effizienz, da im Zylinderkopf komprimierte Gase erst expandieren, bevor neue Gasmasse angesaugt werden kann. Er wirkt sich dort also zum Schaden des Massenstromes aus und verringert den Wirkungsgrad, aber nicht bei Pumpen für Flüssigkeiten (da diese näherungsweise inkompressibel sind).
Der Schadraum kann durch die vorgegebenen geometrischen und technischen Gegebenheiten bestimmt sein. Bei Anwendung einer Kolbenmaschine, die eine hohe Verdichtung erfordert, kann diese durch den Schadraum so begrenzt sein, dass eine technologisch ungünstigere Brennraumform gewählt werden muss, etwa beim Dieselmotor. Bei Kompressoren wird der effektive Schadraum durch die Mehrstufentechnik verringert.
Stirlingmotoren haben konstruktionsbedingt einen großen Totraum, daher niedrige Verdichtung, und brauchen bei hoher Leistungsdichte einen hohen mittleren Betriebsdruck.
Bei Dampflokomotiven mit nicht horizontal, sondern stehend oder geneigt angeordneten Zylindern tritt schädlicher Raum zusätzlich durch den Federweg auf, da die Zylinder am Fahrzeugrahmen befestigt sind, die Pleuel jedoch an den Kurbelzapfen der Treibräder.

## Armaturen
Bei Absperrarmaturen wird etwa der Raum zwischen der Kugel und dem Gehäuse eines Kugelhahns als Totraum bezeichnet, in welchen beim Schließen des Hahns Fluid eindringt, welches bei vollständig geöffnetem Hahn dort gefangen ist.